# Densignathus rowei
Il densignato (Densignathus rowei) è un tetrapode estinto. Visse nel Devoniano superiore (Famenniano, circa 361 - 360 milioni di anni fa) e i suoi resti fossili sono stati ritrovati in Nordamerica.

## Descrizione
Tutto ciò che si conosce di questo animale sono mandibole isolate, ed è quindi impossibile ricostruirne l'aspetto. Dal raffronto con i fossili di altri animali simili ma meglio conosciuti (quali Ichthyostega e Acanthostega) si suppone che Densignathus fosse un tetrapode arcaico dotato di quattro arti e dal cranio robusto, dalla coda alta e piatta, simile a quella di un pesce. La particolarità della mandibola di Densignathus era la sua robustezza (da qui il nome Densignathus, che significa "mandibola densa") rispetto a quella del coevo Hynerpeton, i cui fossili sono stati ritrovati nella stessa zona. Rispetto a quella di Hynerpeton, la mandibola di Densignathus era più corta ma più compatta, ed era dotata di un numero maggiore di denti aguzzi e più robusti.

## Classificazione
Descritto per la prima volta nel 2000, Densignathus rowei è noto solo grazie a fossili di mandibole ritrovate nella località di Red Hill in Pennsylvania, in terreni risalenti alla fine del Famenniano (Devoniano superiore). Densignathus era un arcaico rappresentante dei tetrapodi, forse paragonabile come grado evolutivo a Ichthyostega, ma non è chiaro quali fossero le sue parentele con altri tetrapodi devoniani.

## Paleoecologia
Nella zona di Red Hill, nel Famenniano, vivevano almeno due tetrapodi arcaici (Hynerpeton e Densignathus), i quali occupavano differenti nicchie ecologiche; è probabile che i due animali predassero differenti prede e avessero differenti metodi di caccia.